# Reino de Fiyi
El Reino de Fiyi, también conocido como el Reino de Viti, fue una monarquía efímera en Fiyi. Existió de 1871 a 1874, con Ratú Seru Epenisa Cakobau como rey.[cita requerida]
El Reino de Fiyi fue el primer estado unificado de Fiyi, y cubrió todo Fiyi moderno, excepto la isla de Rotuma. Cakobau era el Vunivalu (Señor de la Guerra o Jefe Supremo) de la isla de Bau. Su padre, Tanoa Visawaqa, había conquistado la Confederación de Burebasaga pero nunca sometió a Fiyi occidental. Cakobau controlaba la mayoría de las partes orientales de las islas Fiyi y se declaró a sí mismo Rey de Fiyi (autoproclamado Tui Viti). Esto encontró la oposición de otros jefes, que lo consideraban como el primero entre iguales. Sin embargo, en junio de 1871, John Bates Thurston, el cónsul honorario británico, persuadió a los jefes fiyianos para que aceptaran una monarquía constitucional con Cakobau como rey, pero con el poder real en manos de un gabinete y una legislatura dominada por los colonos australianos. La Asamblea Legislativa se reunió por primera vez en Levuka en noviembre de 1871.[cita requerida]
En el transcurso de los meses, el gasto excesivo del gobierno había llevado a la acumulación de una deuda inmanejable. En 1872, tras los continuos disturbios económicos y sociales, Thurston se dirigió al gobierno británico, a petición de Cakobau, con una oferta de cesión de las islas. Dos comisionados británicos fueron enviados a Fiyi para investigar la posibilidad de una anexión. La cuestión se complicó por las maniobras de poder entre Cakobau y su antiguo rival, Maʻafu, con ambos hombres vacilando durante muchos meses. El 21 de marzo de 1874, Cakobau hizo una oferta final, que los británicos aceptaron. El 23 de septiembre, Sir Hercules Robinson, que pronto sería nombrado gobernador británico, llegó en el HMS Dido y recibió a Cakobau con un saludo real de 21 cañones. Después de algunas vacilaciones, Cakobau aceptó renunciar a su título de Tui Viti. El 10 de octubre de 1874, Cakobau, Ma'afu, y un grupo de algunos jefes superiores de Fiyi firmaron dos copias de la Escritura de Cesión que establecía la Colonia de Fiyi, que duró casi un siglo.[cita requerida]
- Datos: Q17515160